# Urbanización en Argentina
La urbanización en Argentina es el reflejo en Argentina del proceso de aglomeración de población que se pronunció en el mundo a comienzos del siglo XIX donde la concentración de la población mundial en sistemas urbanos con una población mayor a veinte mil habitantes pasó del 2.4 % en 1800 a 9.2 % en 1900. Hacia 2011 el 92 % de la población argentina vivía en ciudades.
Entre los factores principales del rápido crecimiento en las zonas urbanas, es el de la inmigración principalmente europea hacia los centros urbanos. En particular, hacia Buenos Aires, Córdoba, Mendoza y Rosario.
En 1869, Argentina tiene al 11 % de su población en aglomeraciones de más de cien mil habitantes, concentración cinco veces superior al promedio mundial, similar al de Estados Unidos y aproximadamente el doble de la concentración de la población europea.
En 1914 la población urbana superó por primera vez a la rural. Uno de los principales factores del rápido crecimiento de las zonas urbanas fue la gran inmigración europea que fue desarrollando los principales centros urbanos del país como Buenos Aires, Córdoba y Rosario.
En 1960 quince ciudades tenían una población que superaba a los cien mil habitantes, representando estas ciudades el 71 % de la población urbana. Por entonces, las zonas urbanas de la Argentina constituían el 59 % de la población, igual que en los Estados Unidos, en forma ligeramente superior a Oceanía (53 %) y por debajo de Inglaterra, país que lideró el porcentaje de conglomeraciones urbanas desde los inicios del siglo XIX, con 69 %.
En 1970 la Argentina alcanza al 78.5 % en su índice de urbanización y en 1975 supera el 80 % al alcanzar los 80.7 %. En 1990, la población en zonas urbanas alcanza el 86.9 %, siendo un factor importante desde los años 50, al igual que en toda América Latina, el flujo de inmigración interna de zonas rurales hacia zonas urbanas debido a condiciones económicas y sociales desfavorables.
En 2001, la urbanización del país alcanza al 89.3 % de la población total. Hacia 2011 el 92 % de la población argentina vivía en ciudades siendo junto a Bélgica, Dinamarca y Singapur uno de los países más urbanizados del mundo. En ocho aglomeraciones urbanas se concentraba el 47.6 % de la población total de Argentina, en el Área Metropolitana de Buenos Aires vivían 12 806 866 personas, el 31.9 % de la población total, en el Gran Córdoba 1 454 536 el 3.6 %, en el Gran Rosario 1 237 664, el 3.1 % en el Gran Mendoza 937 154 el 2.3 %. Gran San Miguel de Tucumán 800 087 personas el 2 %, La Plata 643 133 el 1.6 %, en Mar del Plata 593 337 el 1.5 % y en Gran Salta 539 187 el 1.5 %.
En contraste existen dos mil pequeños pueblos en la Argentina, de los cuales hay unos ochocientos en crisis por despoblamiento y noventa que desaparecieron en los últimos años. En 1991 vivían en zonas rurales algo más de cuatro millones de personas, cifra que cayó a 3.4 millones en 2020, a pesar de que aumentó la población (más de siete millones) durante ese período, según una investigación de la Fundación de Investigaciones Económicas Latinoamericanas (FIEL) El 40 % de los pueblos rurales estaban en riesgo de extinción en 2010.

## Población rural y urbana
Relación de la población urbana y rural entre 1869 y 1960, desglosada en regiones, según Zulma Recchini de Lattes (1971):
| Población urbana y rural por regiones | Población urbana y rural por regiones | Población urbana y rural por regiones | Población urbana y rural por regiones | Población urbana y rural por regiones | Población urbana y rural por regiones | Población urbana y rural por regiones | Población urbana y rural por regiones | Población urbana y rural por regiones | Población urbana y rural por regiones | Población urbana y rural por regiones |
| ------------------------------------- | ------------------------------------- | ------------------------------------- | ------------------------------------- | ------------------------------------- | ------------------------------------- | ------------------------------------- | ------------------------------------- | ------------------------------------- | ------------------------------------- | ------------------------------------- |
| Región(1)                             | 1869                                  | 1869                                  | 1895                                  | 1895                                  | 1914                                  | 1914                                  | 1947                                  | 1947                                  | 1960                                  | 1960                                  |
| Región(1)                             | Urbana                                | Rural                                 | Urbana                                | Rural                                 | Urbana                                | Rural                                 | Urbana                                | Rural                                 | Urbana                                | Rural                                 |
| Población en miles                    |                                       |                                       |                                       |                                       |                                       |                                       |                                       |                                       |                                       |                                       |
| Pampeana                              | 357                                   | 562                                   | 1277                                  | 1375                                  | 3604                                  | 2200                                  | 8243                                  | 3167                                  | 11 689                                | 2646                                  |
| Cuyana                                | 22                                    | 156                                   | 53                                    | 228                                   | 145                                   | 368                                   | 474                                   | 541                                   | 775                                   | 575                                   |
| Nordeste                              | 20                                    | 109                                   | 61                                    | 227                                   | 135                                   | 331                                   | 382                                   | 935                                   | 650                                   | 965                                   |
| Noroeste                              | 86                                    | 414                                   | 89                                    | 617                                   | 260                                   | 735                                   | 679                                   | 1110                                  | 1054                                  | 1147                                  |
| Patagónica                            | –                                     | –                                     | –                                     | 30                                    | 12                                    | 94                                    | 108                                   | 254                                   | 239                                   | 266                                   |
| Total país                            | 495                                   | 1241                                  | 1480                                  | 2477                                  | 4156                                  | 3728                                  | 9886 (2)                              | 6.007                                 | 14 407                                | 5599 (2)                              |
| Porcentaje de población               |                                       |                                       |                                       |                                       |                                       |                                       |                                       |                                       |                                       |                                       |
| Pampeana                              | 39.5                                  | 60.5                                  | 48.1                                  | 51.9                                  | 62.1                                  | 37.9                                  | 72.2                                  | 17.8                                  | 81.5                                  | 18.5                                  |
| Cuyana                                | 12.6                                  | 87.4                                  | 19.2                                  | 80.8                                  | 28.4                                  | 71.6                                  | 46.7                                  | 53.3                                  | 57.4                                  | 42.6                                  |
| Nordeste                              | 15.7                                  | 84.3                                  | 21.1                                  | 78.9                                  | 28.9                                  | 71.1                                  | 29.0                                  | 71.0                                  | 40.3                                  | 59.7                                  |
| Noroeste                              | 17.4                                  | 82.6                                  | 12.5                                  | 87.5                                  | 26.1                                  | 73.9                                  | 38.0                                  | 62.0                                  | 47.9                                  | 52.1                                  |
| Patagónica                            | –                                     | 100                                   | –                                     | 100                                   | 11.7                                  | 88.3                                  | 29.8                                  | 70.2                                  | 47.4                                  | 52.6                                  |
| Total país                            | 28.6                                  | 71.4                                  | 37.4                                  | 62.6                                  | 52.7                                  | 47.3                                  | 62.2                                  | 37.8                                  | 72.0                                  | 28.0                                  |

(1) Las regiones consideradas están conformadas de la siguiente manera: Pampeana: Ciudad Autónoma de Buenos Aires, provincias de Buenos Aires, Córdoba, Entre Ríos, La Pampa y Santa Fe. Cuyana: provincias de Mendoza, San Juan, San Luis. Nordeste: provincias de Corrientes, Chaco, Formosa y Misiones. Noroeste: provincias de Catamarca, Jujuy, La Rioja, Salta, Santiago del Estero y Tucumán. Patagónica: provincias de Chubut, Neuquén, Río Negro, Santa Cruz y Tierra del Fuego.
(2) Las estadísticas no incluyen a la Isla Martín García con 1537 habitantes en 1947 y 1712 en 1960.